# يهوذا المكابي

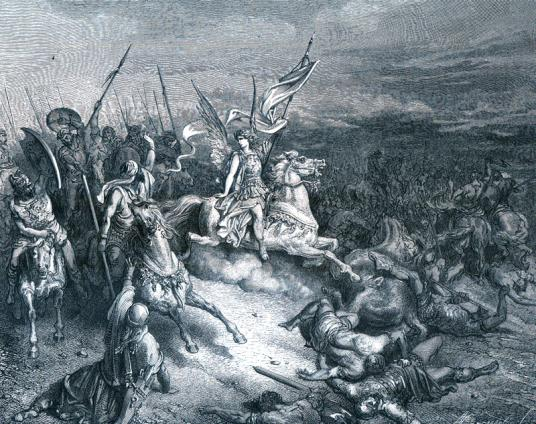
יהודה המכבי

يهوذا المكابي (160 قبل الميلاد) (بالعبرية:יהודה המכבי Judas Maccabeus) واسمه اختصار لآية "מי כמוך באלים יהוה" في التوراة ومعناها "من كمثلك بين الآلهة يا الله". كان من زعماء اليهود في القرن الثاني قبل الميلاد، وأحد المناضلين من أجل الحرية.
يهوذا بن متتيهو بن يوحنان بن شمعون بن حشمون من عائلة
يهويريب، واحدة من 24 عائلات الكاهنيين بني هارون. في ذلك الوقت كان اليهود خاضعين لإمبراطورية السلوقيين، وكان والده متتيا الكاهن أحد الذين بادروا للانتفاضة ضد هيمنة السلوقيون. كان ملك سلوقية أنطيوخوس الرابع ويدعى إيبيبانيس يريد من الشعوب الخاضعة تحت حكمه تبني الثقافة والعادات الإغريقية واستجاب لرغبته الكثير من اليهود، لكن في نفس الوقت رفض بعضهم اتباع المنهج.وكثير من يهود العصر لا يتبعون نهجه.